# Grigori Perelmán
Grigori «Grisha» Yákovlevich Perelmán (en ruso: Григорий Яковлевич Перельман) (Leningrado, URSS, 13 de junio de 1966) es un matemático ruso que ha hecho contribuciones históricas a la geometría riemanniana y a la topología geométrica. En particular, ha demostrado la conjetura de geometrización de Thurston, con lo que se ha logrado resolver la famosa conjetura de Poincaré, propuesta en 1904 y considerada una de las hipótesis matemáticas más importantes y difíciles de demostrar. Es la única persona reconocida en haber resuelto uno de los llamados Problemas del milenio.
En agosto de 2006, se le otorgó a Perelmán la Medalla Fields por «sus contribuciones a la geometría y sus ideas revolucionarias en la estructura analítica y geométrica del flujo de Ricci». La Medalla Fields es considerada el mayor honor que puede recibir un matemático. Sin embargo, él declinó tanto el premio como asistir al Congreso Internacional de Matemáticos.
El 18 de marzo de 2010, el Instituto de Matemáticas Clay anunció que Perelmán cumplió con los criterios para recibir el primer premio de los problemas del milenio de un millón de dólares por la resolución de la conjetura de Poincaré. Tras rechazar dicho premio, declaró:

«No quiero estar expuesto como un animal en el zoológico. No soy un héroe de las matemáticas. Ni siquiera soy tan exitoso. Por eso no quiero que todo el mundo me esté mirando».

## Biografía

### Primeros años y familia
Grigori Perelmán nació en Leningrado (ahora San Petersburgo) el 13 de junio de 1966 en el seno de una familia judía.
Su padre, Jacob Perelmán, era ingeniero eléctrico (a diferencia de un error común, Jacob Isidorovich Perelmán, conocido como popularizador de física, matemáticas y astronomía, no es el padre de Grigori Yakovlevich Perelmán) y en 1993 emigró a Israel. La madre, Lyubov Leybovna Steingolts, que permaneció en San Petersburgo, trabajaba como profesora de matemáticas en escuelas vocacionales. Fue ella, que tocaba el violín, quien inculcó a Grigori el amor por la música clásica, que después lo llevó a ser un virtuoso violinista.
Grigori Perelmán tiene una hermana menor, Elena (nacida en 1976), también matemática, graduada en 1998 de la Universidad de San Petersburgo, quien en el año 2003, defendió su tesis doctoral en el Instituto Weizmann de Ciencias en Rehovot y desde 2007, trabaja como programadora en Estocolmo.

### Escuela
Perelmán asistió a la escuela secundaria en las afueras de Leningrado hasta el noveno grado, para posteriormente ser transferido a una escuela especializada, la Escuela de Física y Matemáticas n.º 239. Jugaba bien al tenis de mesa, y además asistía a una escuela de música. Desde el quinto grado, estudió en el Centro de Matemáticas, en el Palacio de los Pioneros, bajo la dirección del profesor asociado de la Universidad Pedagógica Estatal de Rusia, Sergey Rukshin, cuyos estudiantes ganaron numerosos premios en competencias matemáticas. 
En 1982, como parte de un equipo de escolares soviéticos, ganó una medalla de oro en la Olimpiada Internacional de Matemática en Budapest, una competencia internacional para estudiantes de bachillerato, recibiendo una puntuación perfecta por la solución completa de todos los problemas.
A principios de los 1980, a sus 13 años, consiguió la puntuación más alta en la organización para personas con elevado cociente intelectual Mensa.

### Estudios universitarios
Por su excelencia académica en la escuela, ingresó en la facultad de matemáticas y mecánica de la Universidad Estatal de Leningrado sin exámenes, una de las universidades líderes de la ex Unión Soviética. Ganó las Olimpiadas de Matemáticas de la facultad, de la ciudad de Leningrado y de la Unión Soviética. Recibió la beca Lenin por excelencia académica y se graduó de la universidad con honores.

### Posgrado
Sus estudios de posgrado los realizó bajo la supervisión de Aleksandr Danílovich Aleksándrov y Yuri Dmítrievich Burago en la sucursal de Leningrado del Instituto Steklov de Matemáticas de la Academia Rusa de las Ciencias. En 1990 defendió su tesis sobre el tema «Superficies en silla en espacios euclídeos» y recibió el grado de Candidato en Ciencias (el equivalente ruso del doctorado).

### Investigación
Después de la graduación, Perelmán continuó trabajando en Leningrado, ya como investigador principal en el Instituto Steklov de Matemáticas. A principios de los noventa, trabajó en varias universidades de los Estados Unidos. En 1992, fue invitado a pasar sendos semestres en la Universidad de Nueva York y en la Universidad de Stony Brook. En 1993, aceptó una beca de dos años en la Universidad de California, Berkeley.
En 1996, regresó a San Petersburgo, al Instituto Steklov de Matemáticas, donde trabajó solo en la prueba de la conjetura de Poincaré.
Entre los años 2002 y 2003, Perelmán publicó tres de sus famosos artículos en Internet, en los que describió brevemente el método original para probar la conjetura de Poincaré:
- Fórmula de entropía para el flujo de Ricci y sus aplicaciones geométricas.[17]
- Flujo de Ricci con cirugía en variedades tridimensionales.[18]
- Tiempo de decadencia finito para las soluciones de flujo Ricci en algunas variedades tridimensionales.[19]

La aparición del primer artículo de Perelmán sobre la fórmula de entropía para el flujo de Ricci en Internet causó una sensación internacional inmediata en los círculos científicos. En 2003, Grigory Perelman aceptó una invitación para visitar varias universidades estadounidenses, donde presentó una serie de informes sobre su trabajo sobre la prueba de la hipótesis de Poincaré. En Estados Unidos, Perelmán dedicó mucho tiempo a explicar sus ideas y métodos, tanto en conferencias públicas organizadas para él como durante reuniones personales con varios matemáticos. Después de su regreso a Rusia, respondió las numerosas preguntas de sus colegas extranjeros por correo electrónico.
Entre los años 2004 y 2006, tres grupos independientes de matemáticos se comprometieron a verificar los resultados de Perelman:
- Bruce Kleiner, John Lott, Universidad de Míchigan;
- Zhu Xiping, Universidad de Sun Yat-sen, Cao Huaydong, Universidad de Leahai;
- John Morgan, Universidad de Columbia, Gan Tian, Instituto de Tecnología de Massachusetts.

Los tres grupos llegaron a la conclusión de que la hipótesis de Poincaré estaba totalmente probada, pero los matemáticos chinos, Zhu Xiping y Cao Huaydong, junto con su maestro Yau Shintun, intentaron el plagio, afirmando que habían encontrado «pruebas completas». Tiempo después, se retractaron de sus declaraciones.
En diciembre de 2005, Grigory Perelmán renunció a su puesto como investigador líder en el laboratorio de física matemática, renunció al Instituto Steklov de Matemáticas y rompió casi por completo los contactos con sus colegas.
En septiembre de 2011, se supo que el matemático se negó a aceptar la oferta de convertirse en miembro de la Academia de Ciencias de Rusia.

## Conjeturas de geometrización y de Poincaré
Hasta 2002, Perelmán era más conocido por su trabajo en teoremas de comparación en geometría riemanniana. Entre sus notables logros estaba la demostración de la conjetura de Soul.

### El problema
La conjetura de Poincaré, propuesta por el matemático francés Henri Poincaré en 1904, era el problema abierto más famoso de la topología. En términos relativamente sencillos, la conjetura indica que si una variedad tridimensional cerrada es suficientemente similar a una esfera en el sentido de que cada bucle en la variedad se puede transformar en un punto, entonces se considerará que es realmente solo una esfera tridimensional. Por algún tiempo, se ha sabido que el resultado análogo es cierto en dimensiones mayores; sin embargo, el caso de variedades tridimensionales ha resultado ser el más difícil de todos porque, hablando coloquialmente, cuando se manipula topológicamente una variedad tridimensional, hay muy pocas dimensiones para mover «regiones problemáticas» fuera del camino sin interferir con algo más.
En 1999, el Instituto Clay anunció los Problemas Premiados del Milenio: un premio de un millón de dólares por la demostración de alguna de las conjeturas, incluida la de Poincaré. Era aceptado por todos que una demostración exitosa de la conjetura de Poincaré constituiría un hito en la historia de las matemáticas, comparable a la demostración de Andrew Wiles del Último Teorema de Fermat o incluso de mayor alcance.

### La demostración de Perelmán

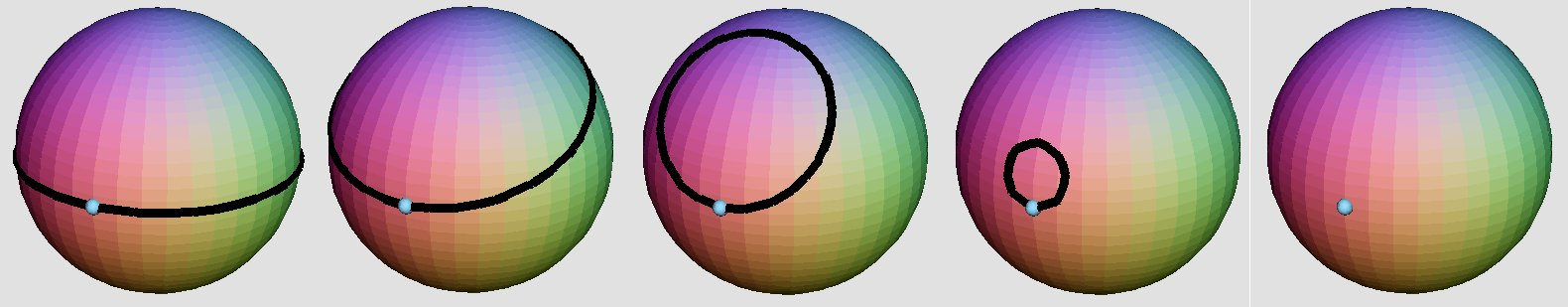
En una 2-esfera, cualquier lazo puede transformarse hasta convertirse en un punto de su superficie. ¿Caracteriza esta condición la 2-esfera? La respuesta es sí, y ha sido conocida por mucho tiempo. La conjetura de Poincaré hace la misma pregunta, pero más difícil de visualizar: en la 3-esfera. Grigori Perelmán comprobó que la respuesta es afirmativa.

En noviembre de 2002, Perelmán escribió en el arXiv el primero de una serie de artículos de libre acceso en los cuales afirmó haber descrito una demostración de la conjetura de geometrización, un resultado que incluye la conjetura de Poincaré como un caso particular.
Perelmán modificó el programa de Richard Hamilton para la demostración de la conjetura, en el cual la idea central era la noción del flujo de Ricci. La idea básica de Hamilton es formular un «proceso dinámico» en el que una variedad tridimensional dada se transforme geométricamente, de manera que este proceso de distorsión sea gobernado por una ecuación diferencial análoga a la ecuación del calor. La ecuación del calor describe el comportamiento de cantidades escalares como la temperatura; ella afirma que las concentraciones de temperatura elevada se dispersarán hasta que se alcance una temperatura uniforme a lo largo del objeto. Similarmente, el flujo de Ricci describe el comportamiento de una cantidad tensorial, el tensor de curvatura de Ricci. La esperanza de Hamilton era que, bajo el flujo de Ricci, las concentraciones de gran curvatura se dispersaran hasta alcanzar una curvatura uniforme sobre toda la variedad tridimensional. Si esto es así, comenzando con cualquier variedad tridimensional y si se usa la magia del flujo de Ricci, finalmente se obtendría cierta «forma normal». De acuerdo con William Thurston, esta forma normal debe ser una entre un pequeño número de posibilidades, cada una con un diferente sabor de geometría llamado geometrías de modelos de Thurston.
Esto es similar a formular un proceso dinámico que «perturba» gradualmente una matriz cuadrada dada y que, con toda certeza, resultará luego de un tiempo finito en su forma canónica racional.
La idea de Hamilton había atraído mucha atención pero nadie había logrado demostrar que el proceso no se «colgaría» desarrollando «singularidades»... hasta que los artículos de Perelmán bosquejaron un programa para superar estos obstáculos. De acuerdo con Perelmán, una modificación del flujo de Ricci estándar, llamado flujo de Ricci con cirugía, puede remover sistemáticamente regiones singulares a medida que se desarrollan, de manera controlada.
Se sabe que las singularidades (incluyendo las que se producen, hablando vagamente, luego de que el flujo se haya dado durante una cantidad infinita de tiempo) deben ocurrir en muchos casos. Sin embargo, los matemáticos esperan que, asumiendo que la conjetura de geometrización sea cierta, cualquier singularidad que se desarrolle en un tiempo finito esencialmente se está «apretando» a lo largo de ciertas esferas que corresponden a la descomposición en primos de la 3-variedad. Si esto es así, cualesquiera singularidades de «tiempo infinito» deben resultar de ciertas piezas colapsantes de la descomposición JSJ. El trabajo de Perelmán demuestra aparentemente esta afirmación y así demuestra la conjetura de geometrización.

### Verificación
Desde 2003, el programa de Perelmán ha atraído cada vez más atención de la comunidad matemática. En abril de 2003, aceptó una invitación para visitar el Instituto Tecnológico de Massachusetts, la Universidad de Princeton, la Universidad de Stony Brook, la Universidad Columbia y la Universidad Harvard, donde dio una serie de charlas sobre su trabajo. Sin embargo, luego de su regreso a Rusia, se ha dicho que ha dejado gradualmente de responder a los correos electrónicos de sus colegas.
El 25 de mayo de 2006, Bruce Kleiner y John Lott, ambos de la Universidad de Míchigan, colocaron un artículo en el arXiv que afirma agregar los detalles de la demostración de Perelmán de la conjetura de geometrización.
En junio de 2006, la Revista Asiática de Matemáticas (Asian Journal of Mathematics) publicó un artículo del profesor Xi-Ping Zhu, de la Universidad de Sun Yat-sen, en China, y de Huai-Dong Cao, de la Universidad de Lehigh en Pensilvania, EE. UU., que afirma dar una demostración completa de las conjeturas de Poincaré y geometrización. De acuerdo al medallista Fields Shing-Tung Yau, este artículo tenía como objetivo «dar los últimos toques a la demostración completa de la conjetura de Poincaré».
La verdadera magnitud de la contribución de Zhu y Cao, así como la ética de la intervención de Yau, han sido controvertidas. Yau es tanto editor en jefe de la Revista Asiática de Matemáticas como asesor doctoral de Cao. Sylvia Nasar y David Gruber, en un escrito para el The New Yorker, han sugerido que Yau intentaba ser asociado, directa o indirectamente, con la demostración de la conjetura y presionó a los editores de la revista para aceptar el artículo de Zhu y Cao de manera inusualmente rápida. Otros se han preguntado si «el poco tiempo entre la fecha de presentación [...] y la fecha de aceptación para publicación» para la revista fue suficiente para permitir que el artículo fuera «revisado de manera seria». Sin embargo, en relación con la conjetura de Poincaré, los autores también revelaron una acusación aparentemente no reportada en la prensa antes de la aparición (en línea) de su artículo:

El 13 de abril de este año, los treinta y un matemáticos del consejo editorial de la Revista Asiática de Matemáticas recibieron un breve correo electrónico de Yau y del coeditor de la revista en el que se les informaba que tenían tres días para comentar un artículo de Xi-Ping Zhu y Huai-Dong Cao titulado The Hamilton-Perelmán Theory of Ricci Flow: The Poincaré and Geometrization Conjectures (La teoría Hamilton-Perelmán del flujo de Ricci. Las conjeturas de Poincaré y de geometrización), que Yau planeaba publicar en la revista. El correo no incluía una copia del artículo, reportes de árbitros ni un resumen. Por lo menos un miembro del consejo pidió ver el artículo, pero se le dijo que no estaba disponible.

A la fecha, ningún miembro del consejo editorial de la RAM ha objetado este hecho ni tampoco ha habido explicación al cambio de título por el de A Complete Proof of the Poincaré and Geometrization Conjectures: Application of the Hamilton-Perelmán Theory of the Ricci Flow (Una demostración completa de las conjeturas de Poincaré y de geometrización. Aplicación de la teoría Hamilton-Perelmán del flujo de Ricci). Yau respondió diciendo que el artículo había sido arbitrado de la manera usual, y que la revista «tiene estándares muy altos». Cao ha dicho: «Hamilton y Perelmán han hecho los trabajos más fundamentales. Ellos son los gigantes y nuestros héroes. En mi mente no hay ninguna duda de que Perelmán merece la medalla Fields. Nosotros sólo seguimos las huellas de Hamilton y Perelmán y explicamos los detalles. Espero que todo el que lea nuestro artículo esté de acuerdo en que hemos dado justa cuenta». Cao defendió también a Yau diciendo que Yau había anotado que Perelmán merecía la medalla Fields, añadieron los reporteros del The New Yorker.
En julio de 2006, John Morgan, de la Universidad de Columbia, y Gang Tian, del Instituto Tecnológico de Massachusetts, colocaron un artículo en el arXiv titulado Ricci Flow and the Poincaré Conjecture (El flujo de Ricci y la conjetura de Poincaré). En él, afirman que proporcionan una «demostración detallada de la conjetura de Poincaré». El 24 de agosto de 2006, Morgan dio una charla en el ICM de Madrid sobre la conjetura de Poincaré.
El trabajo anterior parece mostrar que el bosquejo de Perelmán puede expandirse de hecho a una demostración completa de la conjetura de geometrización.
Dennis Overbye, del New York Times, ha dicho que «hay una creciente sensación, un optimismo cauto de que los matemáticos hayan alcanzado finalmente un hito no sólo para las matemáticas, sino para el pensamiento humano». Nigel Hitchin, profesor de matemáticas de la Universidad de Oxford, ha dicho que «pienso que por muchos meses o incluso años la gente ha estado diciendo que se convencieron por el argumento. Pienso que es un trato hecho».

## La Medalla Fields y el Premio del Milenio
En mayo de 2006, un comité de nueve matemáticos votaron para premiar a Perelmán con una Medalla Fields por su trabajo en la conjetura de Poincaré. La Medalla Fields es el mayor premio en matemáticas; de dos a cuatro medallas se conceden cada cuatro años.
Sir John Ball, presidente de la Unión Matemática Internacional, se dirigió a Perelmán en San Petersburgo en junio de 2006 para persuadirlo de que aceptara el premio. Después de 10 horas de persuasión durante dos días, se rindió. Dos semanas más tarde, Perelmán resumió la conversación así: «Él me propuso tres alternativas: acepta y ven; acepta y no vengas, y te enviaremos la medalla luego; tercero, no aceptes ni vengas. Desde el principio le dije que había escogido la tercera». Siguió diciendo que el premio «era completamente irrelevante para mí. Todo el mundo entiende que, si la demostración es correcta, entonces no se necesita ningún otro reconocimiento».
El 22 de agosto de 2006, se le ofreció públicamente a Perelmán la medalla en el Congreso Internacional de Matemáticos en Madrid, «por sus contribuciones a la geometría y sus ideas revolucionarias en la estructura analítica y geométrica del flujo de Ricci». No asistió a la ceremonia y declinó la medalla.
Él había rechazado previamente un prestigioso premio de la Sociedad Matemática Europea, y al parecer dijo que sentía que el comité del premio no estaba cualificado para evaluar su trabajo, incluso positivamente.
Perelmán también debe recibir una parte del premio del milenio (probablemente compartido con Richard Hamilton). Aunque no ha buscado una publicación formal de su demostración en una revista de matemáticas con revisión por pares, como requieren las reglas del premio, muchos matemáticos piensan que el escrutinio al que se ha visto sujeto su bosquejo excede la revisión implícita en una revisión por pares normal.[cita requerida] El Clay Mathematics Institute ha dicho explícitamente que el consejo que concede el premio puede cambiar los requisitos formales, en cuyo caso Perelmán sería elegible para recibir parte del premio.[cita requerida]
El 18 de marzo de 2010, Perelman ganó el premio del milenio por resolver el problema, rechazando también este premio. Según la agencia de noticias Interfax, Perelmán creía que el premio era injusto, ya que «su contribución para resolver la conjetura de Poincaré no era mayor que la del matemático Richard Hamilton». Anteriormente, Perelman había dicho que «no voy a decidir si acepto el premio hasta que sea ofrecido».

## Retiro de las matemáticas
Desde la primavera de 2003, Perelmán no trabaja en el Instituto Steklov. Se dice que sus amigos han afirmado que actualmente encuentra las matemáticas un tema doloroso de discusión; algunos dicen incluso que ha abandonado las matemáticas por completo. Según una entrevista de 2011, Perelmán está actualmente desempleado, vive con su madre, Lyubov, en un pobre apartamento de San Petersburgo. Se dice también que en realidad no está decepcionado de las matemáticas, sino más bien inmerso en la idea galileana de que «El humilde razonamiento de uno vale más que la autoridad de miles»; así pues, ha preferido aislarse, seguir estudiando y no someterse a autoridades arbitrarias ni matemáticas.[cita requerida]
Aunque Perelmán dice en un artículo en The New Yorker que está decepcionado de los estándares éticos del campo de las matemáticas, el artículo implica que Perelmán se refiere particularmente a los esfuerzos de Yau por aminorar su papel en la demostración y exaltar el trabajo de Cao y Zhu. Perelmán ha dicho que «no puedo decir que estoy indignado. Otras personas hacen cosas peores. Por supuesto, hay muchos matemáticos que son más o menos honestos. Pero de ellos, casi todos son conformistas. Son más o menos honestos, pero toleran a quienes no son honestos». También ha dicho que «no es la gente que rompe los estándares éticos la que se considera extraña. Es gente como yo la que es aislada».
Esto, combinado con la posibilidad de ser premiado con una medalla Fields, hizo que renunciara a la matemática profesional. Ha dicho que «cuando no era conspicuo, tenía elección. Incluso de hacer algo feo» (un escándalo sobre la falta de integridad de la comunidad matemática) «o, si no hiciera esta clase de cosas, de ser tratado como una mascota. Ahora, que me he vuelto una persona muy conspicua, no puedo ser una mascota y decir nada. Por esto tuve que renunciar».
El profesor Marcus du Sautoy de la Universidad de Oxford ha dicho que «se ha aislado de cierta manera de la comunidad matemática. Se ha desilusionado de las matemáticas, lo cual es muy lamentable. No está interesado en el dinero. El gran premio para él es demostrar su teorema.»
Actualmente, está retirado de las matemáticas. Las últimas noticias que se tenían de él era una foto suya tomada el 20 de junio de 2007 en el metro de San Petersburgo. Sin embargo, en abril de 2011 concedió una entrevista.

## Personaje literario
La figura de Perelmán ha inspirado distintas obras literarias, como la novela La conjetura de Perelmán (2011) de Juan Soto Ivars.
El rechazo de Perelmán a recibir un millón de dólares por haber resuelto uno de los problemas del milenio, la conjetura de Poincaré, es mencionado en la novela de Matt Haig,  Los Humanos  (The Humans, Canongate Books, 2013).